# Poyenberg
Poyenberg (niederdeutsch: Poyenbarg) ist eine Gemeinde im Kreis Steinburg in Schleswig-Holstein am westlichen Rande des Naturparks Aukrug.

## Geografie

### Geografische Lage
Das Gemeindegebiet Poyenbergs erstreckt sich südlich von Hohenwestedt im Bereich der naturräumlichen Haupteinheit Heide-Itzehoer Geest (Nr. 693). Die Poyenberger Bek, die Buckener Au und der Mühlenbach fließen in der Gemeinde.

### Ortsteile
Zur Gemeinde gehört der Ortsteil Poyenberger Kamp und der Ortsteil Joachimsquelle.

### Nachbargemeinden
Direkt angrenzende Gemeindegebiete von Poyenberg sind:
| Grauel (Kreis Rendsburg-Eckernförde) |                                             | Meezen (Kreis Rendsburg-Eckernförde) |
| Silzen                               | Kompassrose, die auf Nachbargemeinden zeigt |                                      |
| Hohenlockstedt                       |                                             | Hennstedt                            |

## Geschichte
Im Jahre 1401 wurde das Gut Podinghbergen von den Brüdern von Campen an Hermann von Selzingen verkauft.

## Politik

### Gemeindevertretung
Bei der Kommunalwahl am 14. Mai 2023 wurden insgesamt neun Sitze vergeben. Diese fielen erneut alle an die Kommunale Wählervereinigung Poyenberg. Die Wahlbeteiligung betrug 67,0 %.

## Veranstaltungen
Auf dem Sportplatz der Gemeinde findet das jährliche Irish Folk Open Air Poyenberg statt.

## Verkehr
Das Gemeindegebiet von Poyenberg wird von den Steinburger Kreisstraßen 37 und 50 durchzogen. Die K 37 führt den motorisierten Individualverkehr  auf dem Weg von Hennstedt in westlicher Richtung nach Silzen direkt durch die gemeindliche Dorflage. In dieser zweigt in nördlicher Richtung die L 50 in Richtung Meezen ab, wo diese an der schleswig-holsteinische Landesstraße 123 endet.